# Ягрыш (Кирилловский район)
Ягрыш — деревня в Кирилловском районе Вологодской области.
Входит в состав Талицкого сельского поселения, с точки зрения административно-территориального деления — в Колкачский сельсовет.
Расстояние до районного центра Кириллова по автодороге — 52,7 км.
По переписи 2002 года население — 20 человек (10 мужчин, 10 женщин). Преобладающая национальность — русские (95 %).

## Этимология названия
Названо по гидрониму финно-угорского происхождения: саам. jarwe – 'озеро', в русском оформлении передается в виде яр-, ярг-, явр-, яхр-(Ф, IV, 546; СНГТ, 645). Обрусевшее ягрыш выступало в значении 'озерко' (СНГТ, 645).